# Achylyness
Achylyness is een dorp aan de oevers van Loch Inchard in Sutherland in de Schotse Hooglanden.